# Лутер (Ајхсфелд)
Лутер (њем. Lutter) општина је у њемачкој савезној држави Тирингија. Једно је од 89 општинских средишта округа Ајхсфелд. Према процјени из 2010. у општини је живјело 721 становника. Посједује регионалну шифру (AGS) 16061067.

## Географски и демографски подаци
Лутер се налази у савезној држави Тирингија у округу Ајхсфелд. Општина се налази на надморској висини од 325 метара. Површина општине износи 9,8 km². У самом мјесту је, према процјени из 2010. године, живјело 721 становника. Просјечна густина становништва износи 73 становника/km².